# Movimento Nacional Alemão em Liechtenstein
O Movimento Nacional Alemão em Liechtenstein (em alemão:  Volksdeutsche Bewegung in Liechtenstein, VDBL) foi um partido nazista em Liechtenstein que existiu entre 1938 e 1945.

## Formação e ideologia

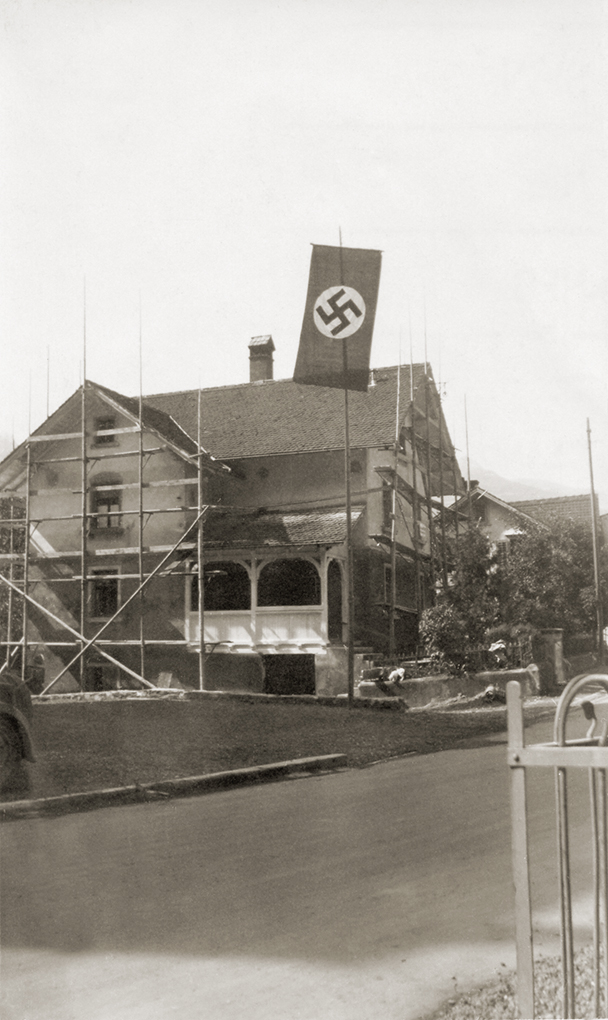
Uma suástica nazista sendo hasteada em Vaduz, por volta de 1938.

Grupos nazistas existiam no Liechtenstein desde 1933, principalmente por causa da ascensão da Alemanha Nazista e da introdução de leis antijudaicas no país. Liechtenstein experimentou um grande aumento de emigrantes judeus para o país.
O próprio VDBL foi formado após o Anschluss da Áustria em 1938 sob a liderança de Rudolf Schädler, defendendo a integração do Liechtenstein no Grande Reich Alemão. A organização divulgou a sua ideologia através do seu jornal, Der Umbruch. Foi então assumido por Theodor Schädler.
Um slogan associado ao partido era Liechtenstein den Liechtensteinern! (Liechtenstein para os Liechtensteiners!). Isto implicava um populismo radical que ameaçaria a lealdade do povo do Liechtenstein ao príncipe governante do Liechtenstein, Francisco José II.
O partido ofereceu ao líder da União Patriótica, Otto Schaedler, a liderança do partido principalmente devido aos seus contatos com a Alemanha Nazista, mas ele recusou e se distanciou do partido.

## Tentativa de golpe e fim do partido
Em março de 1939, o VDBL encenou uma tentativa de golpe amadora, primeiro tentando provocar uma intervenção alemã queimando suásticas, seguida pela declaração de uma Anschluß com a Alemanha. Os líderes foram presos quase imediatamente e a esperada invasão alemã não se concretizou. O partido foi efetivamente extinto deste ponto até 1940.
No rescaldo da Segunda Guerra Mundial, o Partido Cívico Progressista no poder, e a União Patriótica, da oposição, formaram uma coligação, atribuindo um número aproximadamente igual de assentos cada, a fim de evitar que o VBDL adquirisse quaisquer assentos no Landtag.
A incapacidade do partido de participar nas eleições de 1939 (após um pacto entre os principais partidos para manter em segredo a data das eleições), combinada com a diminuição drástica das simpatias nazistas após a eclosão da Segunda Guerra Mundial, levou ao desaparecimento temporário do partido. festa. Contudo, em junho de 1940 foi reconstituído sob a liderança de Alfons Goop. Durante 1941 e 1942, o partido esteve envolvido numa veemente agitação anti-semita, apelando a uma solução para a suposta "Questão Judaica" do país, acusando famílias judias no Liechtenstein de espionar para os Aliados. Até 1943, o partido tentou recrutar Liechtensteinianos para a Waffen-SS e ganhar a simpatia pública para a causa nazista, o que enfureceu a Suíça.
O Ministério das Relações Exteriores da Alenha em março de 1943 forçou o VDBL a manter conversações com a União Patriótica (VU), em Friedrichshafen sob os auspícios da Waffen-SS, a fim de alcançar uma fusão de ambos os partidos, que partilhavam uma visão anti-bolchevique e programa anticlerical. Severamente desapontado, Goop renunciou ao cargo de líder do partido e este foi assumido por Sepp Ritter. No final, a VU apenas consentiu com alguma “cooperação cultural”. Quando a sorte da Alemanha na guerra diminuiu, em julho de 1943, Der Umbruch foi proibido pelas autoridades.
Em 1946, os líderes do partido foram processados pela tentativa de golpe de 1939. Em 1947, Goop e outros líderes foram condenados por alta traição e sentenciados a trinta meses de prisão.